# موهلهاوزن (کراایشگاو)
موهلهاوزن (به آلمانی: Mühlhausen) یک شهر در آلمان است که در راین-نکار-کرایس واقع شده‌است.